# Campbell (sjö)
Campbell är en sjö i Antarktis. Den ligger i Östantarktis. Australien gör anspråk på området. Campbell ligger 7 meter över havet. Arean är 0,20 kvadratkilometer. Den ligger vid sjöarna  Franzmann och Glider Lake. Den sträcker sig 0,6 kilometer i nord-sydlig riktning, och 0,7 kilometer i öst-västlig riktning.
I övrigt finns följande vid Campbell:
- Franzmann (en sjö)
- Long Peninsula (en udde)